# Grupo Extra
Grupo Extra ist eine Bachata-Gruppe mit Wurzeln aus der Dominikanischen Republik. Die Musikgruppe steht für einen urbanen und modernen Musikstil des tanzbaren Bachata Sensual und hat auch Merengue, Reggaetón, Salsa, Kuduro und Kizomba im Repertoire. Sie entstammt der Schweiz und feiert in den USA große Erfolge.

## Geschichte
Grupo Extra war ursprünglich ein Duo, welches im Jahr 2007 gegründet wurde und sich bis 2010 um weitere Bandmitglieder vergrößerte. Zentrale Figur ist der in La Vega, Dominikanische, Republik, geborene Rapper „Tony Santana“, alias Edward Anthony Regalado Santana, der seit seinem dritten Lebensjahr in Zürich/Schweiz lebt und sich dort innerhalb der dominikanischen Szene bewegt. 2008 wurde er mit seinem Song „El Dinero“ bekannt. Er arbeitet mit dem Agenten Fidel Perez zusammen, der schon bekannte Künstler wie die Bachata-Gruppe Aventura und Toby Love produziert hat. Perez bringt ihn mit  Alfred Cruz „Diddy Cruz“ zusammen.
Die Gruppe machte sich schnell einen internationalen Namen durch einen starke Bühnenpräsenz, kräftige und energiegeladene Auftritte, eine perfekte Choreographie sinnlicher Tanzeinlagen des Tanzpaares „Ataca“ und „La Alemana“ und eingängiger harmonischer Melodien. Grupo Extra arbeitete mit internationalen Stars wie Daddy Yankee, Wyclef Jean, Jorge Celedón, Kasav, Los Van Van aus Kuba, Orquesta Guayacán, Prince Royce und Hector Acosta zusammen. Zu diesem Umfeld gehört auch Rudi López alias „El Tiguere“ oder „Bachata Tiger“ als bekannter New Yorker DJ, Tänzer und Eventmanager.
Grupo Extra erreichte mit ihren Songs auf Spotify bis zu 50 Millionen Klicks. Der Titel Te Vas erreichte neben Bailemos, Me emborracharé, Lejos de tí oder A través del vaso ebenfalls hohe Chartplatzierungen.
Tanzdarbietungen und gemeinsame Videos mit Jorge Burgos Ataca – Tänzer aus Humacao, Puerto Rico und Tanja Kensinger La Alemana – Tänzerin auf YouTube steigerten die Popularität der Gruppe in einer breiten Öffentlichkeit.

## Musiker
- „Tony“ Santan alias Edward Anthony Regalado Santana, auch „El Doggy“ genannt – Komponist
- Wandy Santana – Sänger
- Fernando Jose – Sänger
- Yewdry Alvarado – Schlagzeuger[7]
- „El Nene Flow“ alias Neftali Caba – Schlagzeuger
- „El Turko“ alias Yassir Neher

## Teilnahme auf Konzerten und Festivals
- Konzerte in Kaufleuten bei Zürich 2010[8] und 2011[9]
- Antilliaanse Feesten in Belgien 2014[10]
- Salsa & Kizomba Festival in Moskau 2015
- Festival Latino Allstars[11] in Paris 2016
- Black Garden-Konzert in Rom 2017
- Festival Latino Americando in Mailand 2020
- Lakelive Festival in Biel 2022

## Diskographie

### Alben
- The Take off (El Despegue), 2010[12]
- Diferente, 2011
- Las Dos Caras (Doppel-CD), 2012
- Diferente (Neuauflage), 2013
- Blanco, 2014
- Colores (Bachata Is Taking Over!), 2017
- The Movie (La Verdadera Pelicula – Bachata Is Taking Over), 2018
- It´s Bachata Time, 2020
- Bachata Union, 2021

### Compilations
- Los Éxitos, 2014
- Simplemente Lo Mejor de la Bachata Urbana, 2014
- Bachata Exitos 2016 (Lo Mejor y Lo Nuevo), 2016
- The Movie (La Verdadera Pelicula – Bachata Is Taking Over), 2018

### Titel
- Stereo Love (Merengue Remix) mit d'Edward Maya, 2011
- Balada Boa mit Gusttavo Lima, 2012
- Tambien Te Amo (ft. Croma Latina), 2012
- Una Entre Miles, 2012
- Zumbala (Zumba), 2012
- Me Enamore, 2012
- No Quiero Ser Tu Amigo, 2012
- Alice (Smokie – Living Next Door to Alice), 2013
- Quiero Fiesta, 2013
- Solo Tu ft. Azzurra (Only You – The Platters),  2014
- Te Vas, 2015
- Bailar Kizomba, 2016
- Me enamore de ti (Salsa), 2016
- Algo tienes (Salsa), 2016
- Besos a escondidas ft. Carlos Espinosa, 2016
- Lejos De Ti (ft. Nicky Jam) (Reggaeton Remix), 2016
- No Quiero Ser Libre ft. MDS, 2016
- Mi reina ft. Akon, 2017
- Cuando estoy contigo / When I'm With U ft. Pitbull, A. Rose Jackson, 2017
- No Soy el Culpable, 2017
- Quiero Un Beso ft. Dj Khalid, 2017
- Yo Te Amé ft. Jorddy Mejía, 2017
- Despacito (Bachata Version), 2017
- Traicionera (Bachata Radio Edit), 2017
- Bailemos, 2017
- Me emborracharé, 2017
- Ojala, 2018
- Tengo una necesidad, 2019
- Jerusalema, Remix von Master KG, 2020
- Volvió, 2020
- Cupido está sólo, 2020
- Como tú puedes durmir?, 2021

## Songtexte
Die Songtexte der Grupo Extra sind überwiegend romantischer bis erotisch-sinnlicher Natur. Sie besingen typische Motive des Bachata wie unerfüllte Sehnsüchte, Liebeserfahrungen und Untreue.

«Me emborracharé

Me emborracharé, me emborracharé

Por tu culpa, por tu culpa

Solo sin tu amor

Perdido entre licor

Lloro tu traición

Las promesas que hiciste

El viento se las llevó (¿Cómo dice?)»

„Ich werde mich betrinken

Weil Du Schuld hast, weil Du Schuld hast

Ohne Deine Liebe

Bin ich mit dem Schnaps verloren

Ich weine wegen Deinem Betrug

Den Versprechen, die Du gemacht hast

Der Wind hat sie fortgetragen“

## Belege
1. ↑  Webseite über „El Tiguere“, der „Tiger des Bachata“
2. ↑  Tagesanzeiger
3. ↑  Spotify Songlist. This is Grupo Extra
4. ↑  Billboard Charts
5. ↑  Jorge und Tanja auf East Side Salsa 2019
6. ↑  Jorge und Tanja auf East Side Salsa 2019
7. ↑  Grupo Extra - | Conoce a Yewdry Alavarado – Percusionista de Grupo Extra (span.)
8. ↑  Grupo Extra. Schweizer Latino-Duo auf Erfolgskurs. Die beiden bislang unbekannten Zürcher El Doggy und Diddy Cruz stehen kurz vor ihrem internationalen Durchbruch. Das Latino-Duo Grupo Extra wird unter Insidern schon im gleichen Atemzug mit Daddy Yankee genannt. 20 Minuten. 29. Juni 2010
9. ↑  Kein Salsa! Neue Zürcher Zeitung. 21. Juli 2011.
10. ↑  Grupo Extra auf dem Antilliaanse Feesten
11. ↑  Tampa Salsa Bachata Festival 2017
12. ↑  Discografía de Grupo Extra (span.)